# Bradyzaur
Bradysaurus – rodzaj wymarłego gada, anapsyda z grupy parejezaurów, żyjącego w środkowym permie, w okresie gwadalupu. 
Miał długość 2,5 m do 3 m. 
Nazwa rodzaju oznacza „powolny gad”.

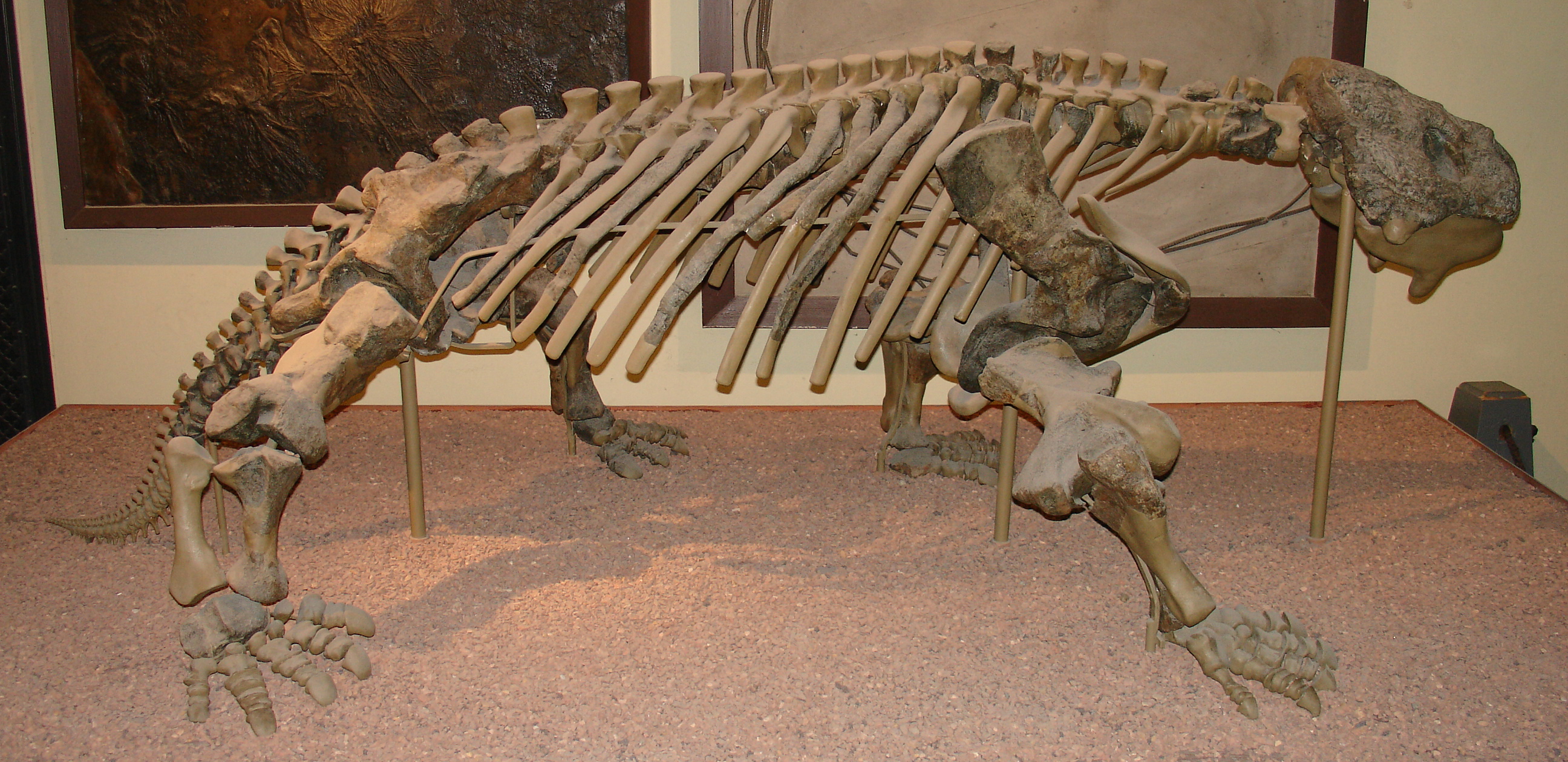
Zrekonstruowany szkielet Bradysaurus baini